# Хазари
Хазарите са полуномадска тюркска народност, която създава Хазарския хаганат, най-мощната държава в Източна Европа през VII-X век.

### Ранна история (VII- края на IX в.)
Разположен на основни търговски пътища, свързващи Северна Европа с Близкия изток, и контролиращ западните разклонения на Пътя на коприната чак до втората половина на IX в., хаганатът играе важна стопанска и политическа роля в живота на региона. В продължение на три столетия хазарите доминират в обширните области от степите на Волга и Дон до източен Крим и северен Кавказ.  През 872 г., делеймитите завземат важни градове по пътя на Пътя на коприната, блокират пътя към Китай и в рамките на няколко десетилетия съсипват икономиката на хазарите.

### Късна история (X-XI в.). Отношения на хазарите с Киевска Рус
От IX в. се усложняват отношенията на хазарите с Киевска Рус. В началото хазарите ползват руския флот, за няколко акции в Азербейджан срещу делеймитите. Пред 944 хазарите достигат върха на своята мощ поляните им плащат васален данък; също и русите на княз Игор дават данък в кожи; Той дори смалява армията си, защото няма достатъчно кожи да плаща и на хазарите, и на бойците си. Впоследствие страната се еманципира от Хазария през 945 – 952 г. Княгиня Олга обвъзва Киевска Рус с Византия и християнството. Тя и наследниците ѝ започват активни военни действия срещу Хазария от 952 г. нататък. През последните два века икономиката на Хазария преживява упадък. Каганатът претърпява сериозни икономически щети от гражданската война между печенеги и маджари в Хазария (810-820), както и от блокирането на пътя на коприната през 872 г., и от похода на княз Светослав (962 – 969 г.). В началото на XI в. Хазария се разпада.

### Религия
От VIII век хазарските владетели и значителна част от аристокрацията налагат юдаизма като официална религия (предполага се, че това става към 730 г. при Булан), но многоетническото население на страната изглежда изповядва различни религии – тенгризъм, маздакизъм, юдаизъм, християнство, ислям.
Хазарски каганат
Волжка България